# Lörrach járás
Lörrach járás egy járás Baden-Württembergben. Lörrach járás Breisgau-Hochschwarzwald és Waldshut járásokkal határos. Lakosainak száma 220 606 fő (2014. január 3.).

## Népesség
A járás népessége az elmúlt években az alábbi módon változott:

| 2014 | 220 606 |